# 트라이브 (영화)
《트라이브》(우크라이나어: Плем'я - "플래미야", 영어: The Tribe)는 2014년 공개된 우크라이나의 영화이다.

## 출연

### 주연
- 그레고리브 페센코
- 야나 노비코바
- 로사 바비브

### 조연
- 알렉산데르 드시아데비치
- 야로슬라프 빌레츠키

## 기타
- 음향: 세르게이 스테판스키
- 미술: 블래드 오드덴코